# Bohumil Doležal
Bohumil Doležal (Prága, 1940. január 17. –) cseh irodalomtörténész, -kritikus, publicista, politikus, a csehszlovákiai ellenzék tagja.

## Élete
1962-ben végzett a Károly Egyetemen cseh-német szakon, majd a csehszlovák írószövetség könyvkiadójánál, a Československý spisovatelnél helyezkedett el szerkesztőként. 1968-69-ben a Tvář (magyarul: Arc) című irodalmi folyóirat egyik szerzője volt. A Tvář eredetileg fiatal szerzők publicisztikáinak megjelenésére jött létre, és ugyan az írószövetség lapjaként Csehszlovákia Kommunista Pártja felügyelete alatt jelent meg, hamar köré csoportosult számos független cseh és szlovák értelmiségi: Jan Nedvěd főszerkesztő mellett Emanuel Mandler történész, Jiří Němec pszichológus és filozófus, Ladislav Hejdánek filozófus, Jan Lopatka irodalomkritikus, Zbyněk Hejda költő és történész, Karel Štindl filológus, műfordító és Andrej Stanovič filmkritikus. A lapot többször betiltották, majd újra engedélyezték, míg végül 1969-ben végleg megszűnt. Ezt követően Doležal nem várta meg, hogy elbocsássák: felmondott, és fizikai munkás lett. Egy termelőszövetkezetben dolgozott 1974-ig, majd felhagyva az irodalmár léttel számítógép programozást tanult, később programozott és programnyelveket oktatott. Egyik aláírója volt a Charta ’77 politikai nyilatkozatnak 1977-ben. Állandó munkahely híján elbocsátani nem tudták, de a rendőrség megfigyelte és zaklatta. 1987-ig egyre aktívabban vett részt a csehszlovákiai ellenzék munkájában: szamizdat kiadványokba írt, részt vett azok szerkesztésében és terjesztésében.
Egyes cseh értelmiségiek – így Doležal is – az 1980-as évek elején úgy tekintettek Lengyelországra és Magyarországra, mint a demokratizálódás útján élenjáró államokra, melyekben a lezajló folyamatok példaként szolgálhatnak Csehszlovákia számára is. Ezért – anélkül, hogy a családjában, vagy a baráti körében bárkinek kapcsolata lett volna Magyarországgal vagy magyarokkal –, 1982-83-ban egy német magyar nagyszótár segítségével elkezdett magyarul tanulni, majd később nyelvtanárnál tökéletesítette magyartudását, s a rendszerváltás idején már magyarul is tudott nyilatkozni, előadásokat tartani. 1989-ben Emanuel Mandlerrel és Karel Štindllel Csehszlovák Demokratikus Kezdeményezés (Československá demokratická iniciativa, ČsDI) névvel létrehoztak egy csoportosulást, amely a Masaryk-féle tradíciókra épülve, a Charta ’77-hez közel állva, de attól független értelmiségi-ellenzéki kör volt. Maga a szervezet nem volt hosszú életű, és ma már kevesen emlékeznek rá, mégis jelentősen hozzájárult ahhoz az erjedéshez, mely végül a bársonyos forradalomhoz vezetett. Ezekben az években Doležal  volt a csehszlovákiai ellenzék és a magyarországi rendszerváltó pártok – elsősorban az MDF – közti összekötő kapocs. Többször járt Magyarországon, magyar politikusok is többször felkeresték Prágában. Doležal beszédet tartott a Bős–nagymarosi vízlépcső ügyéről, és egyes nemzetiségi kérdésekben is a magyarok mellett állt ki.
A ČsDI-ből jött létre a Václav Havel vezette Polgári Fórum nevű ellenzéki párt, ami végül több cseh és szlovák politikai párt kifejlődését és önállósodását tette lehetővé. Doležal a ČsDI alelnöke és titkára volt, majd a Polgári Fórumban, hamarosan pedig az abból alakuló Liberális Demokrata Párt ( Liberálně demokratická strana) munkájában vett részt, 1990-ben pedig e párt képviseletében lett a Csehszlovák Szövetségi Gyűlés tagja. 1992-ben a Václav Klaus vezette Polgári Demokrata Párt tagja lett. 1992-1993-ban Václav Klaus politikai tanácsadója volt, ám 1994-re viszonyuk megromlott, s Doležal elhagyta a Polgári Demokrata Pártot. Ezt követően a Károly Egyetem társadalomtudományi tanszékének docense lett.
A különböző elektronikus és nyomtatott kiadványok mellett saját honlapján is publikál (melynek magyar, lengyel és német melléklete is van), gyakran szót emel a Beneš-dekrétumok ellen, és a cseh-német megbékélés mellett.

## Díjai
- 2001: Magyar Köztársasági Érdemrend tisztikeresztje (polgári tagozat)[15]
- 2010: Bethlen Gábor-díj[16]
- 2010: Magyar Köztársasági Érdemrend Középkeresztje[16]
- 2014 Június 1. Díj (Plzen város díja)[17]